# (535993) 2015 BG519
(535993) 2015 BG519 est un objet transneptunien du groupe des cubewanos avec un diamètre estimé à environ 230 km. Johnston l'avait considéré comme plutino, avant de se raviser.